# Gustavsborg, Marstrand
Gustavsborg är ett strandverk på Stegelberget vid Marstrands södra inlopp. 
Då området var danskt låg det ett blockhus på platsen. Karl X Gustav lät 1658 bygga Gustavsborg av trä. Efter fredsslutet fick anläggningen förfalla, för att åter förstärkas 1676. Under Marstrands belägring av Ulrik Fredrik Gyldenlöve 1677 övergavs dock Gustavsborg 18 juli av sina båda befälhavare, kaptenerna Erik Koskull och Bengt Uggla, varefter platsen besattes av Gyldenlöve, som lät bygga belägringsbatterier mot Karlsten samt ett utanverk av trä. 
Efter krigets slut fick Gustavsborg återigen förfalla ända till 1692, då det nödtorftigt reparerades. Efter att Karlstens fästning färdigbyggts raserades det i början av 1700-talet, bara för att 1710 åter uppföras. År 1779 befallde kungen att Gustavsborg skulle byggas ut och förbättras, vilket också skedde. På förslag av Meijer började 1835 ett kasematterat batteri, det så kallade Södra strandverket, anläggas i stället för Gustavsborgs jordverk. Södra strandverket, som blev färdigt 1857, upphörde samtidigt med Karlsten 1882 att bibehållas som försvarsverk, men skulle dock tills vidare underhållas. En del av strandverket användes i början av 1900-talet av den nyuppsatta skeppsgossekåren i Marstrand och den övriga delen uthyrdes till staden.